# Trafana brevicauda
Trafana brevicauda là một loài tò vò trong họ Ichneumonidae.